# Urfaust
Urfaust je označení pro nejstarší dochovanou verzi Goethovy pozdější hry Faust. Goethe Urfausta psal ve Frankfurtu v letech 1772–1775 současně s Utrpením mladého Werthera. Podnětem Goethovi bylo odsouzení a poprava vražedkyně dítěte Susanny Margarethy Brandtové.
V roce 1775 Goethe poprvé četl z Urfausta na výmarském dvoře, později též na erfurtském zámku Stedten, jenž byl ve vlastnictví spřátelené rodiny Kellerových. Publikum bylo nadšeno netradiční formou a jazykem. Goetha pak mnozí (včetně jeho přítele Friedricha Schillera) opakovaně žádali, aby Fausta dokončil.
Dochoval se jediný opis Urfausta, který pochází z majetku Luise von Göchhausen. Urfaust obsahuje scény, které byly poté přepracovány a začleněny do prvního dílu Fausta. Urfaust obsahuje několik pasáží v próze; ve Faustu I zůstala v próze jen scéna „Ponurý den. Pole“.

## Důležité rozdíly protiFaustovi I
- Chybějí scény Věnování, Předehra na divadle a Prolog v nebi.
- Obraz Noc je kratší; Faust se nepokouší o sebevraždu. Mefisto se poprvé objevuje až ve scéně zkoušení žáka. Jeho příchod není vysvětlen a není uzavřena smlouva mezi ním a Faustem.
- Scény Za branou a Studovna I i II chybějí (část materiálu z nich je ve scéně Noc).
- Auerbachův sklep v Lipsku: První společná scéna Fausta a Mefista, četné upravené dialogy, často bez rýmu. Faust sám vykouzlí víno a začaruje i odčaruje studenty.
- Chybějí scény Čarodějnická kuchyně a Les a sluj.
- Scéna Noc. Ulice před Markétčinými dveřmi je kratší. K boji s Valentinem nedojde.
- Chybějí scény Valpuržina noc a Sen Valpuržiny noci.
- Žalář: Na konci Markéta není vykoupena; neozve se hlas shora: „Je zachráněna!“

## Česká vydání
- Faust v provtní podobě, překlad Otokar Fischer, in Fragmenty a improvisace z mládí, Praha: František Borový 1927.
- Urfaust, překlad Jaroslav Bílý, Praha: Dilia, 1979
- Faust a Markétka, překlad Jindřich Pokorný, Praha: Odeon, 1982, 102 s.

## Dramatizace
- 1979 překlad: Jaroslav Bílý, rozhlasová úprava a dramaturgie: Jaroslava Strejčková, režie: Josef Melč, hráli Faust (Eduard Cupák), Mefistofeles (Rudolf Hrušínský), Markétka (Klára Jerneková), Marta (Dana Medřická), Duch země (Rudolf Pellar), Wagner (Jiří Pleskot), Žák (Vítězslav Jandák), Frosch (Jan Faltýnek), Alten (Jaroslav Cmíral), Brander (Ivo Gübel), Siebel (Vladimír Hrubý), Valentin (Viktor Preiss), Líza (Daniela Hlaváčová) a kolovrátkář (Jiří Bruder)[1][2]